# Gompitz (Ortsteil)
Gompitz ist ein Ortsteil im Westen der sächsischen Landeshauptstadt Dresden. Da sich hier in früherer Zeit der Sitz der Gemeinde Gompitz befand, ist nach ihm die heutige Ortschaft Gompitz benannt, zu der außerdem noch die Ortsteile Ockerwitz, Pennrich, Roitzsch, Steinbach, Unkersdorf und Zöllmen gehören. Die Ortschaftsverwaltung befindet sich nunmehr jedoch in Pennrich.

## Geografie

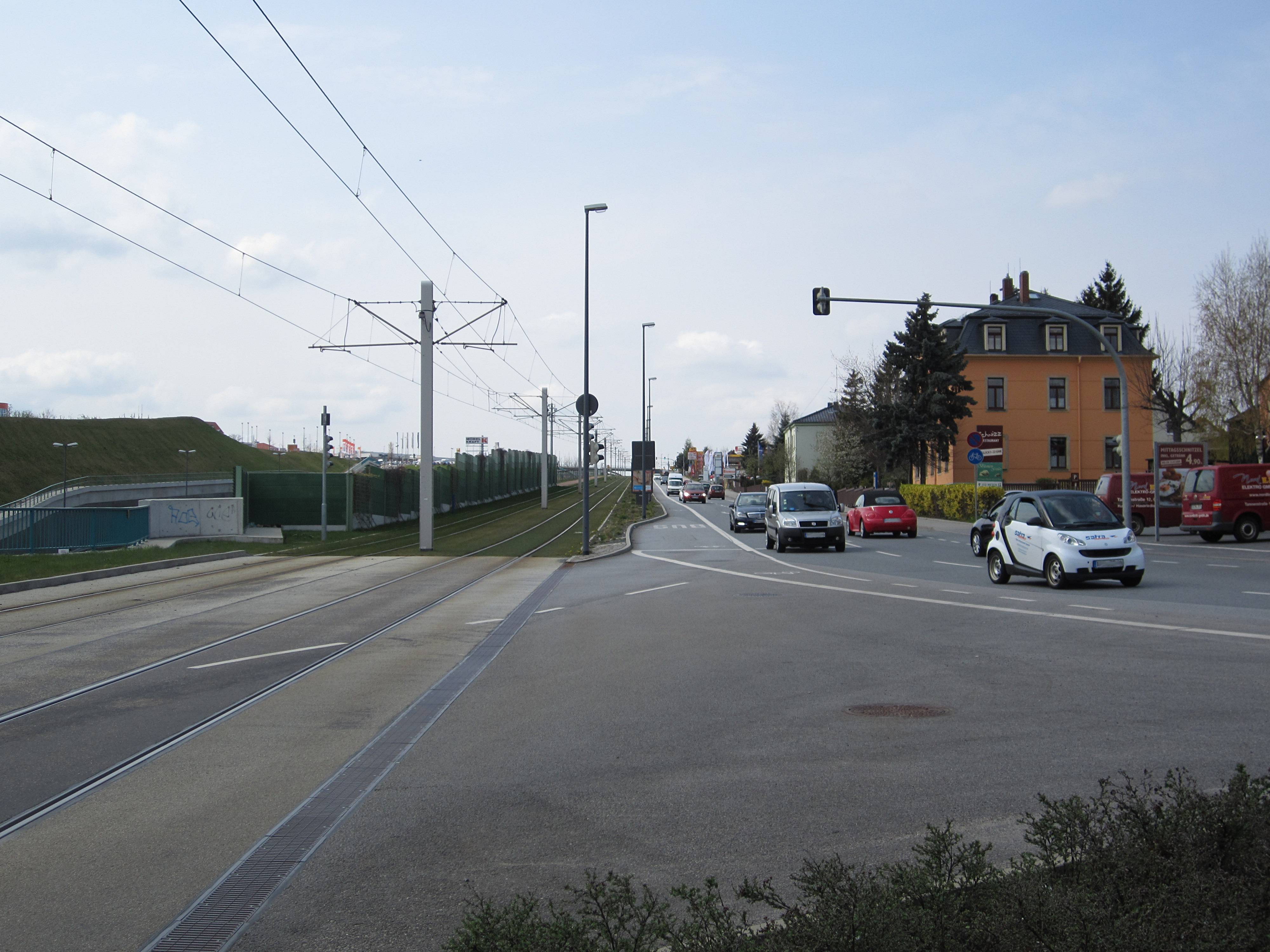
Kesselsdorfer Straße mit Straßenbahnstrecke

Gompitz liegt 6 km westlich des Dresdner Stadtzentrums, der Inneren Altstadt, auf der linkselbischen, Meißner Hochland genannten Lösshochfläche. Die Ortslage befindet sich in einer Höhe von etwa 260 m ü. NN und übertrifft dabei die Talsohle der Elbe deutlich. Das Gelände fällt nach Osten langsam zum Elbtalkessel hin ab. Die nordwestliche Spitze der Gompitzer Flur liegt im Zschonergrund. Gompitz weist mittlerweile den Charakter eines Wohnsiedlungsvororts auf, die dörflichen Elemente traten in den Hintergrund. Im Dorfkern Altgompitz blieben mehrere Bauerngehöfte erhalten. Benachbarte Gemarkungen sind die anderen Dresdner Ortsteile Ockerwitz im Norden, Pennrich im Westen und Altfranken im Süden. Im Osten grenzen die Stadtteile Omsewitz und Gorbitz an, die beide jedoch bereits zum Stadtbezirk Cotta gehören. Gompitz gehört zum statistischen Stadtteil Gompitz/Altfranken, innerhalb dessen der Ortsteil den statistischen Bezirk 991 Gompitz bildet.
Die wichtigste Straße von Gompitz ist die Kesselsdorfer Straße, die als B 173 von der Innenstadt Dresdens aus in Richtung Chemnitz führt und außerdem einen Anschluss an die nahe A 17 herstellt. Von der B 173 zweigt die Altnossener Straße ab, die Gompitz mit den anderen Ortsteilen der Ortschaft verbindet. Die Ockerwitzer Allee verläuft nach Ockerwitz. In Gompitz gibt es weitere zehn benannte Straßen. Öffentliche Verkehrsmittel in Gompitz sind die Straßenbahnlinie 7, die Buslinien 70 und 90 der Dresdner Verkehrsbetriebe sowie 330 (Satra Eberhardt) und 333 (Regionalverkehr Sächsische Schweiz-Osterzgebirge).

## Geschichte

### Name

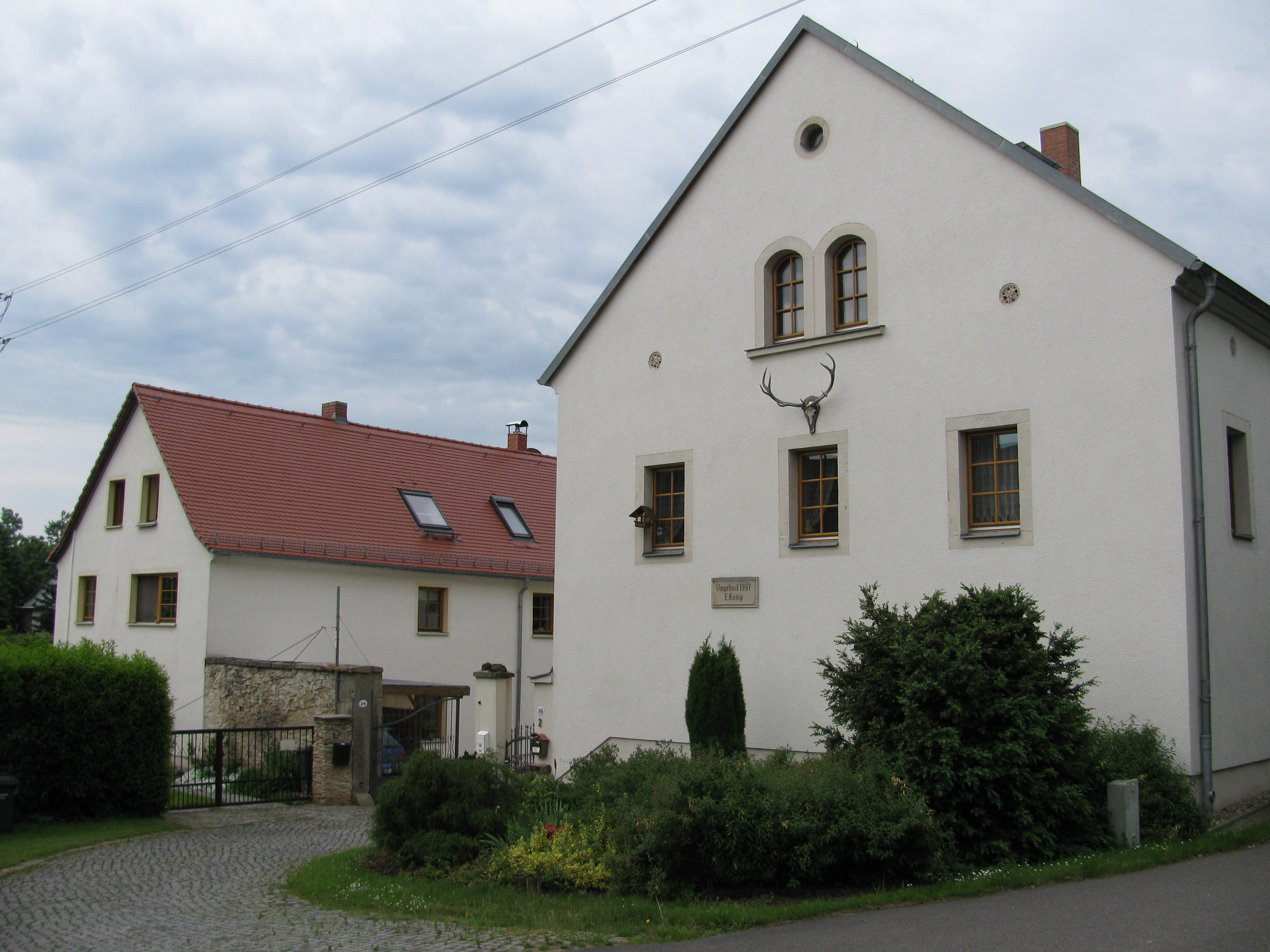
Dorfkern „Altgompitz“

Der mit einer Blockflur sowie gewannähnlichen Streifen ausgestattete und später erweiterte Rundling Gompitz wurde 1206 erstmals als Bestandteil des Personennamens Hildebrandus de Gonpitz erwähnt, der als Zeuge einer Gerichtsverhandlung um die Schleifung der Burg Thorun genannt wurde. Dieselbe Urkunde nennt auch erstmals den Ort Dresdene (vgl. Dresden). Aus dem Namen Hildebrand von Gompitz lässt sich vermuten, dass er der Grundherr von Gompitz war, das damals somit einen Herrensitz hatte. Der „schwer erklärbare“ Ortsname ist sorbischen Ursprungs, für seine Ableitung gibt es jedoch verschiedene Ansätze. Problematisch ist die Herleitung vom altsorbischen goba (Schwamm), möglich ist ein deutsch-slawischer Mischname (Siedlung der Leute eines Gundbald). Da noch im 14. Jahrhundert in Gompitz Hanf angebaut wurde, wird der Ortsname ferner mit konop in Verbindung gebracht, dem slawischen Namen für Nutzhanf, der mit der Bezeichnung Cannabis urverwandt ist. Möglich ist jedoch auch ein Zusammenhang mit den altsorbischen Begriffen humpac (dt.: Rohrdommel) oder gonoti (dt.: hetzen, jagen). In den Jahren 1350 und 1378 wird das Dorf als Gumpicz bezeichnet. Der Ortsname entwickelte sich anschließend im 16. Jahrhundert über Gompicz und Gumpicz kaum weiter. Die heutige Schreibweise des Ortsteils taucht 1791 wieder auf.

### Entwicklung bis zur frühen Neuzeit

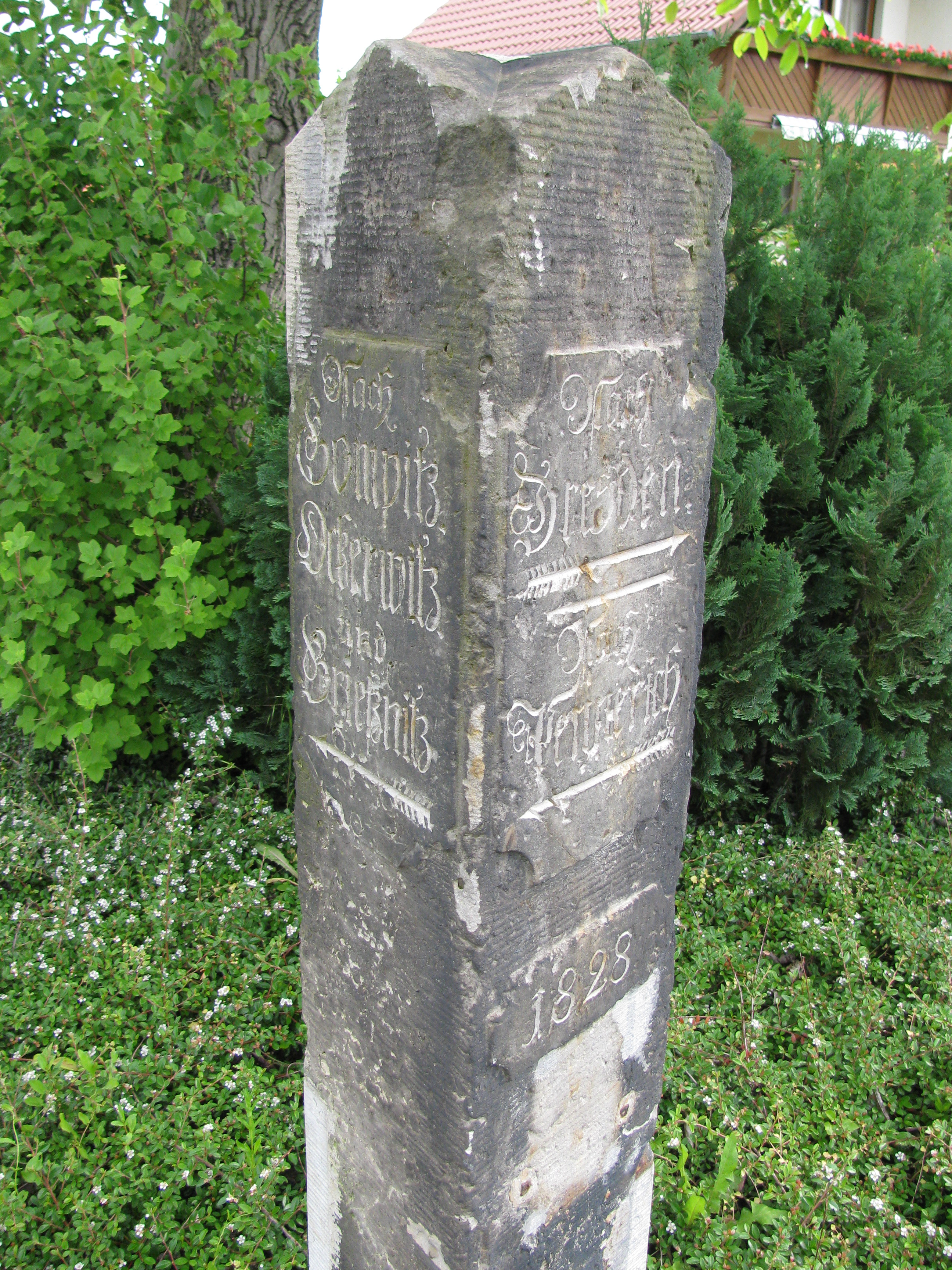
Wegweiser in Gompitz, unter anderem nach „Pennerich“ und ins Kirchdorf „Brießnitz“

Bereits in frühgeschichtlicher Zeit, etwa um 200 v. Chr., war das Gebiet besiedelt. Davon zeugen unter anderem Reste einer Handwerkersiedlung östlich der heutigen Ortslage; beim Bau der Coventrystraße wurden dort in den Jahren 1995 und 1996 Gebäudefragmente, Keramikteile und Kupferguss-Tiegel entdeckt. Wahrscheinlich im 11. Jahrhundert gründeten slawische Siedler das Dorf Gompitz. Um 1400 gehörte das Dorf zu den umfangreichen Besitzungen des Dresdner Ratsherrn Lorenz Busmann, der es 1404 zum Teil dem Kloster Altzella schenkte. In den Hussitenkriegen brannte Gompitz nieder. Im Jahre 1500 erwarb das Kloster auch den Rest des Ortes, der fortan dem Klostergut Leubnitz angehörte. Nach der Reformation wurde das Prokuraturamt in Leubnitz in den 1530er Jahren zum Verwalter des früheren Besitzes der katholischen Kirche und blieb es auch mehrere Jahrhunderte lang.
Haupterwerbsquelle der Gompitzer Einwohner war die Landwirtschaft, allerdings kam es wiederholt zu Schäden. Deren Ursachen liegen unter anderem in einer schweren Mäuseplage des Jahres 1597 begründet. Außerdem lag Gompitz an den Altstraßen nach Freiberg (Frankenstraße) und Nossen (Dresden-Nossener Poststraße). Die Schlacht bei Kesselsdorf am 15. Dezember 1745 hatte jedoch die verheerendsten Auswirkungen; die Einwohner flüchteten vorübergehend. Administrativ gehörte Gompitz zunächst zum Castrum und später zum Amt beziehungsweise zur Amtshauptmannschaft Dresden. Es lag in der Parochie von Briesnitz und ist seit 1913 nach Gorbitz eingepfarrt. Nach Briesnitz gingen die Kinder des Dorfes auch zur Schule und wechselten 1790 nach Pennrich, das in jenem Jahr einen Schulverband mit Gompitz gegründet hatte. Im Jahr 1902 weihte Gompitz sein eigenes Schulgebäude ein, das zugleich die Gemeindebibliothek beherbergte und heute durch die 74. Grundschule genutzt wird. Um 1840 wurden die sechs Bauerngüter und das eine Freigut in Gompitz zu einer eng mit dem Nachbarort Pennrich verbundenen Landgemeinde, in der im 19. Jahrhundert neben dem Ackerbau auch Obst- und Weinbau sowie Gärtnereien betrieben wurden. Die Gemarkungsfläche beträgt seither 134 ha. Gompitz lag damals auch am Kohlweg, auf dem im Zauckeroder Revier abgebaute Steinkohle ins Elbtal transportiert wurde. Ein Denkmal erinnert heute an die im Ersten Weltkrieg gefallenen Einwohner von Gompitz.

### Entwicklung in der Nachkriegszeit

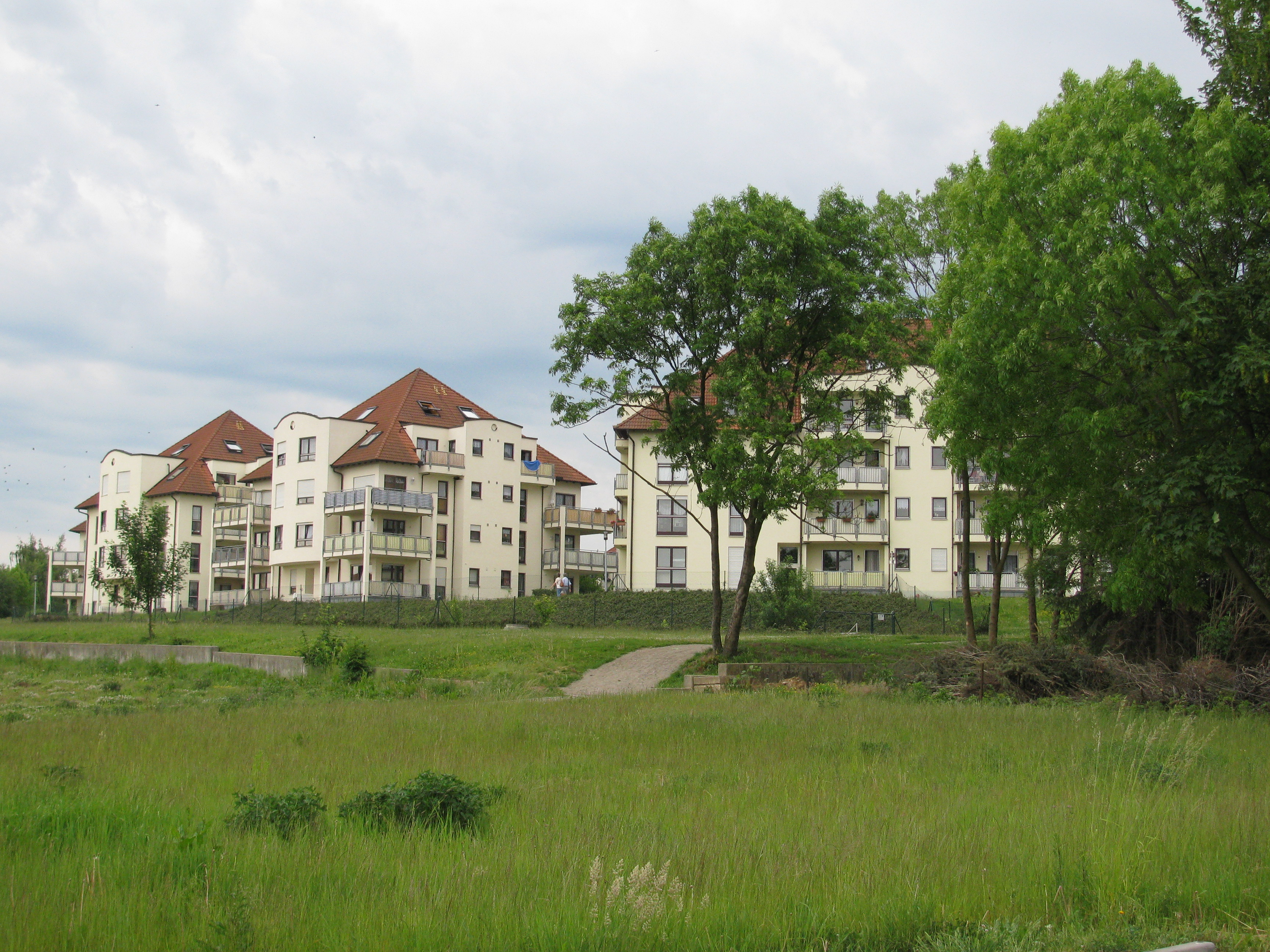
Typisch für Gompitz: nach 1990 errichtete neue Gebäude.

Auch nach 1945 wurde der Ort zunächst von der Landwirtschaft geprägt; dennoch hatte sich Dresden bereits 1921 bis an die östliche Gemarkungsgrenze ausgedehnt, was zur vermehrten Siedlungstätigkeit in Gompitz führte. Am 1. Juli 1950 wurden Pennrich, mit dem Gompitz immer mehr zusammengewachsen war, und Zöllmen eingemeindet. Die Gemeinde Unkersdorf schloss sich 1974 an Gompitz an und brachte auch ihre Ortsteile Steinbach und Roitzsch mit ein; 1993 kam noch Ockerwitz hinzu. Nach der Wende stieg die Bautätigkeit sprunghaft an. Neben mehreren neuen Siedlungen entstanden auch ein Gewerbegebiet, ein Hotel und eine große Reithalle. Durch die Auflösung des Kreises Dresden-Land zum 1. Januar 1996 wurde Gompitz an den Landkreis Meißen angegliedert. Am 1. Januar 1999 wurde es schließlich nach Dresden eingemeindet. Im Mai 2003 entdeckte man in Gompitz ein mittelalterliches Steinkreuz, barg es und stellte es im Ort auf. In den Jahren 2007 und 2008 erfolgte der Ausbau der B 173 im Bereich Gompitz zum kreuzungsfreien Autobahnzubringer. Auf der Baustelle wurden kleinere Fossilien geborgen.

### Einwohnerentwicklung
| Jahr    | Einwohner                    |
| ------- | ---------------------------- |
| 1554    | 5 besessene Mann, 6 Inwohner |
| 1764    | 6 besessene Mann             |
| 1814–28 | 68                           |
| 1834    | 71                           |
| 1843    | 84                           |
| 1846    | 88                           |
| 1849    | 84                           |
| 1852    | 86                           |
| 1855    | 79                           |
| 1858    | 73                           |
| 1861    | 73                           |
| 1863    | 96                           |
| 1867    | 65                           |
| 1871    | 99                           |
| 1875    | 190                          |
| 1880    | 220                          |
| 1885    | 274                          |
| 1890    | 310                          |
| 1895    | 328                          |
| 1910    | 441                          |
| 1925    | 431                          |
| 1939    | 406                          |
| 1946    | 475                          |
| 1950    | siehe Gompitz (Ortschaft)    |